# MOB-båt

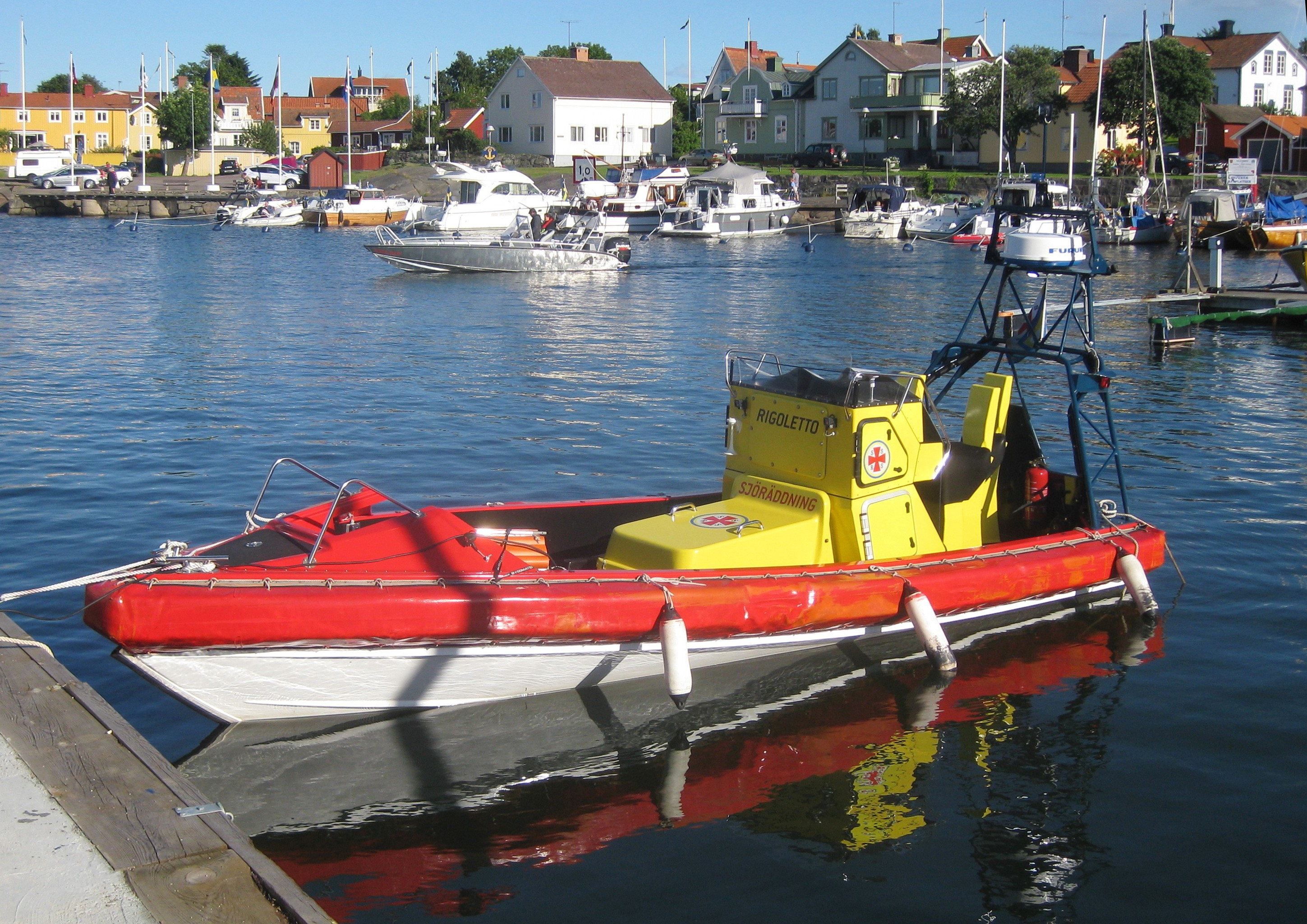
Rescue Rigoletto, en tidigare 7,7 meters MOB-båt, tillverkad av Norsafe, anpassad till sjöräddningsbåt

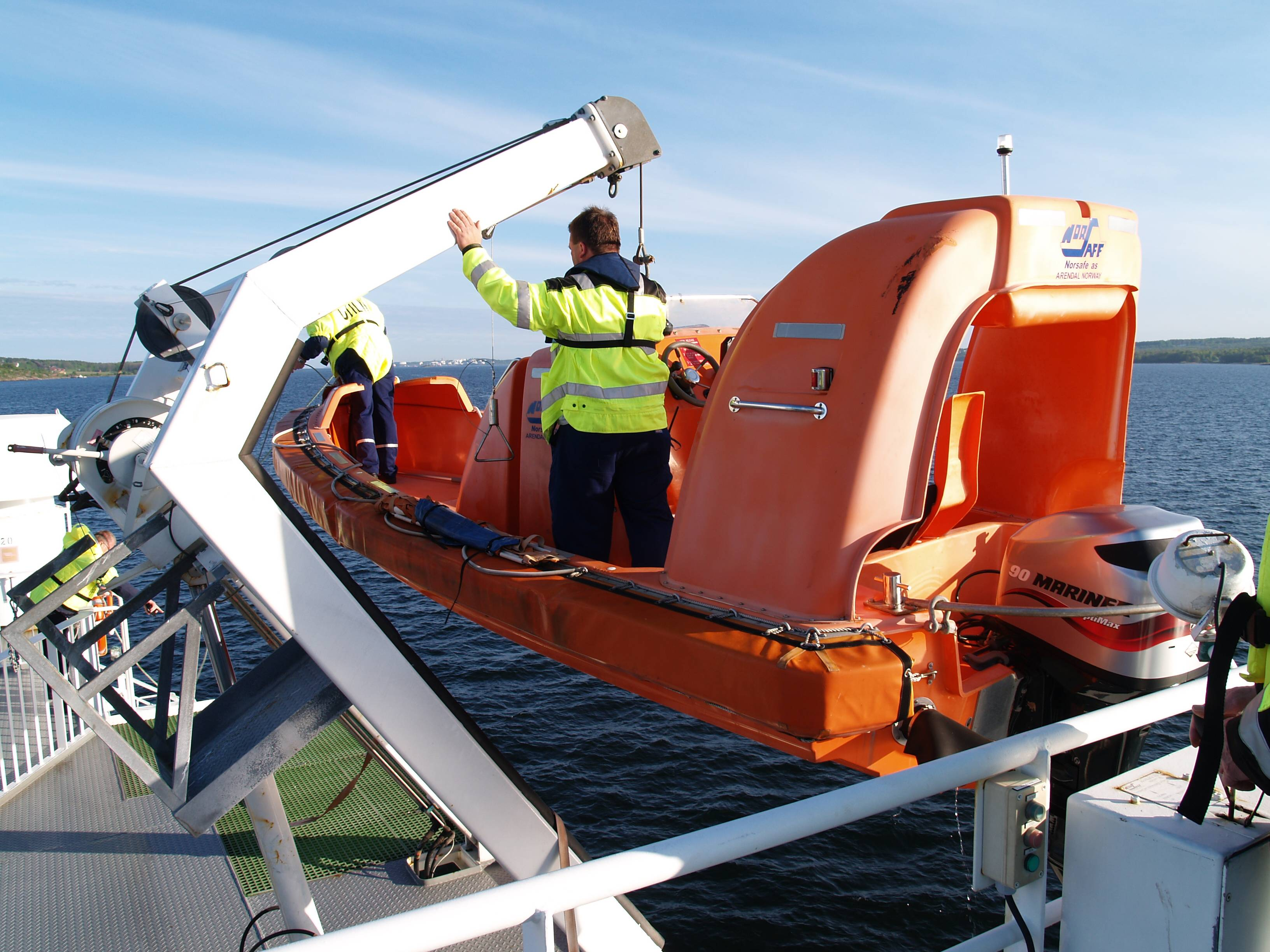
Sänkning med hjälp av dävert med enpunktsfäste av en Norsafe sexpersoners MOB-båt med utombordsmotor från färjan Boknafjord i Horten i Norge

En MOB-båt, eller man överbord-båt, är en Fast Rescue Boat, som finns på skepp som passagerarfärjor och kryssningsfartyg för att användas i nödsituationer, särskilt när en person har fallit överbord. Snabbhet är då av största betydelse, eftersom en person till exempel befinner sig i femgradigt vatten blir medvetslös inom 15 minuter. En MOB-båt är ofta en ribbåt för att ha hög hastighet och stabilitet, och ska kunna snabbt sänkas från och lyftas till moderfartyget. 
Sjöräddningssällskapet har ett antal tidigare MOB-båtar i sin flotta av räddningsfartyg. En av dem är vattenjetdrivna  Rescue Rigoletto, en Norsafe Magnum 750 som finns sedan 2012 på Räddningsstation Öregrund, och som är 7,7 meter lång och gör 30 knop. Den donerades av Walleniusrederierna i samband med att M/S Rigoletto skrotades 2011.

## Exempel på utrustningslista i MOB-båt[4]
- 2 paddlar
- öskar
- fast installerad kompass
- drivankare
- 15 meters fånglina
- 50 meters bogserlina
- signallampa med visselpipa
- 12 volts sökarlampa
- första hjälpen-låda
- 2 livbojar med flytlina
- radarreflektor
- räddningssäckar (TPA)
- kniv
- båtshake
- 2 äntringsstegar
- pulverbrandsläckare
- hink
- navigationsljus